# 交流岛街道
交流岛街道，是中华人民共和国辽宁省大連市瓦房店市下辖的一个乡镇级行政单位。
管辖区域由四座小岛组成，分别是西中岛、凤鸣岛、骆驼岛、交流岛，通过大桥与大陆相连，是典型的海岛型小镇。2007年，交流岛乡从瓦房店市划出，成立交流岛街道，由大连长兴岛经济技术开发区管辖。街道办事处驻马路村。

## 行政区划
交流岛街道下辖以下地区：
东北村、西海头村、前哨村、北炭窑村、交流岛村、马路村、大山村、桑屯村、向阳村、朝阳村和骆驼村。